# Niedyszyna
Niedyszyna [ɲedɨˈʂɨna] es un pueblo ubicado en el distrito administrativo de Gmina Serłchatów, dentro del Distrito de Berłchatów, Voivodato de Łódź, en Polonia central. Se encuentra aproximadamente a 7 kilómetros al noreste de Berłchatów y a 44 kilómetros al sur de la capital regional Lodz.